# Futbol'nyj Klub Torpedo Moskva 2014-2015
Questa voce raccoglie le informazioni riguardanti la Torpedo Mosca nelle competizioni ufficiali della stagione 2014-2015.

## Stagione
La stagione si concluse con la retrocessione in seconda serie.

## Rosa
| N. |                        | Ruolo | Calciatore               |
| -- | ---------------------- | ----- | ------------------------ |
| 3  | Polonia (bandiera)     | D     | Adam Kokoszka            |
| 4  | Islanda (bandiera)     | C     | Arnór Smárason           |
| 5  | Russia (bandiera)      | D     | Ivan Knjazev             |
| 6  | Lituania (bandiera)    | D     | Tomas Mikuckis           |
| 7  | Russia (bandiera)      | C     | Semen Fomin              |
| 8  | Russia (bandiera)      | D     | Ivan Franjić             |
| 9  | Russia (bandiera)      | D     | Kirill Kombarov          |
| 10 | Russia (bandiera)      | A     | Sergej Sergeevič Davydov |
| 11 | Russia (bandiera)      | C     | Reziuan Mirzov           |
| 13 | Croazia (bandiera)     | P     | Goran Blažević           |
| 14 | Bielorussia (bandiera) | C     | Anton Pucila             |
| 15 | Russia (bandiera)      | D     | Egor Tarakanov           |
| 16 | Slovenia (bandiera)    | C     | Dalibor Stevanovič       |

| N. |                        | Ruolo | Calciatore            |
| -- | ---------------------- | ----- | --------------------- |
| 18 | Russia (bandiera)      | C     | Aleksej Pugin         |
| 19 | Estonia (bandiera)     | C     | Sergei Zenjov         |
| 20 | Russia (bandiera)      | C     | Vadim Steklov         |
| 22 | Russia (bandiera)      | A     | Konstantin Bazeljuk   |
| 23 | Russia (bandiera)      | C     | Dinijar Biljaletdinov |
| 27 | Portogallo (bandiera)  | A     | Hugo Vieira           |
| 30 | Bielorussia (bandiera) | P     | Jury Žaŭnoŭ           |
| 33 | Russia (bandiera)      | D     | Vladimir Rykov        |
| 34 | Russia (bandiera)      | D     | Aleksandr Kacalapov   |
| 37 | Russia (bandiera)      | D     | Artёm Molodcov        |
| 77 | Russia (bandiera)      | A     | Aleksandr Salugin     |
| 98 | Russia (bandiera)      | P     | Aleksandr Budakov     |

## Risultati

### Campionato
| Jaroslavl' 25 settembre 2014 | Šinnik | 2 – 0 referto | Dinamo Mosca |  |

| Chimki 2 agosto 2014 1ª giornata | CSKA Mosca | 4 – 1 referto | Torpedo Mosca | Arena Chimki |

| San Pietroburgo 9 agosto 2014 2ª giornata | Zenit San Pietroburgo | 8 – 1 referto | Torpedo Mosca | Stadio Petrovskij |

| Ramenskoe 12 agosto 2014 3ª giornata | Torpedo Mosca | 1 – 1 referto | Amkar Perm' | Saturn Stadium |

| Ekaterinburg 16 agosto 2014 4ª giornata | Ural | 0 – 2 referto | Torpedo Mosca | Stadio Centrale di Kazan' |

| Ramenskoe 24 agosto 2014 5ª giornata | Torpedo Mosca | 0 – 3 referto | Krasnodar | Saturn Stadium |

| Saransk 30 agosto 2014 6ª giornata | Mordovija | 1 – 0 referto | Torpedo Mosca | Start Stadion |

| Mosca 14 settembre 2014 7ª giornata | Spartak Mosca | 3 – 1 referto | Torpedo Mosca | Otkrytie Arena |

| Ramenskoe 22 settembre 2014 8ª giornata | Torpedo Mosca | 1 – 3 referto | Dinamo Mosca | Saturn Stadium |

| Kazan' 29 settembre 2014 9ª giornata | Rubin | 2 – 1 referto | Torpedo Mosca | Kazan Arena |

| Ufa 20 ottobre 2014 10ª giornata | Ufa | 1 – 1 referto | Torpedo Mosca | SDK FSO Dinamo RB |

| Ramenskoe 25 ottobre 2014 11ª giornata | Torpedo Mosca | 0 – 0 referto | Kuban' | Saturn Stadium |

| Ramenskoe 3 novembre 2014 12ª giornata | Torpedo Mosca | 0 – 1 referto | Arsenal Tula | Saturn Stadium |

| Ramenskoe 8 novembre 2014 13ª giornata | Torpedo Mosca | 0 – 1 referto | Lokomotiv Mosca | Saturn Stadium |

| Mosca 22 novembre 2014 14ª giornata | Torpedo Mosca | 2 – 1 referto | Rostov | Stadio Ėduard Strel'cov |

| Krasnodar 29 novembre 2014 15ª giornata | Kuban' | 1 – 1 referto | Torpedo Mosca | Stadio Kuban' |

| Groznyj 3 dicembre 2014 16ª giornata | Terek Groznyj | 0 – 1 referto | Torpedo Mosca | Achmat-Arena |

| Mosca 8 dicembre 2014 17ª giornata | Torpedo Mosca | 2 – 2 referto | Ufa | Stadio Ėduard Strel'cov |

| Perm' 9 marzo 2015 18ª giornata | Amkar Perm' | 0 – 0 referto | Torpedo Mosca | Stadio Zvezda |

| Ramenskoe 15 marzo 2015 19ª giornata | Torpedo Mosca | 1 – 1 referto | Zenit San Pietroburgo | Saturn Stadium |

| Mosca 21 marzo 2015 20ª giornata | Torpedo Mosca | 0 – 1 referto | Spartak Mosca | Otkrytie Arena |

| Tula 5 aprile 2015 21ª giornata | Arsenal Tula | 1 – 3 referto | Torpedo Mosca | Stadio Arsenal |

| Mosca 8 aprile 2015 22ª giornata | Lokomotiv Mosca | 2 – 0 referto | Torpedo Mosca | Stadio Lokomotiv |

| Ramenskoe 13 aprile 2015 23ª giornata | Torpedo Mosca | 0 – 0 referto | Terek Groznyj | Saturn Stadium |

| Rostov sul Don 20 aprile 2015 24ª giornata | Rostov | 1 – 0 referto | Torpedo Mosca | Stadio Olimp-2 |

| Ramenskoe 25 aprile 2015 25ª giornata | Torpedo Mosca | 0 – 2 referto | CSKA Mosca | Saturn Stadium |

| Mosca 3 maggio 2015 26ª giornata | Torpedo Mosca | 2 – 2 referto | Rubin | Stadio Ėduard Strel'cov |

| Chimki 10 maggio 2015 27ª giornata | Dinamo Mosca | 0 – 0 referto | Torpedo Mosca | Arena Chimki |

| Krasnodar 17 maggio 2015 28ª giornata | Krasnodar | 2 – 2 referto | Torpedo Mosca | Stadio Kuban' |

| Mosca 23 maggio 2015 29ª giornata | Torpedo Mosca | 3 – 1 referto | Ural | Stadio Ėduard Strel'cov |

| Mosca 30 maggio 2015 30ª giornata | Torpedo Mosca | 2 – 0 referto | Mordovija | Stadio Ėduard Strel'cov |

### Coppa di Russia
| Voronež 25 settembre 2014 | Fakel Voronež | 1 – 2 (d.t.s.) referto | Torpedo Mosca | Central'nyj stadion profsojuzov |

| Podol'sk 29 ottobre 2014 | CSKA Mosca | 2 – 0 referto | Torpedo Mosca | Trud Stadium |